# Над Чорним морем
Над Чорним морем — роман українського письменника Івана Нечуя-Левицького, написаний у 1890 році.

## Передумови створення роману
Зважаючи на дію Валуєвського циркуляру та Емського указу, І. Нечуй-Левицький передбачав відсутність перспективи для України у складі Російської імперії.  Але він був впевнений, що ситуацію змінять нові люди, яких й показав у своїх творах, зокрема в романі «Над Чорним морем», в якому відтворив тогочасну психологічну атмосферу, життя інтелігенції та міжнаціональні стосунки.

## Сюжет
Події роману розгортаються у 1880 році. Місцем подій є Кишинів та Одеса.
Дві товаришки, Саня Навроцька та Надія Мурашкова, мають спільні переконання, вони є прихильницями ідеї космополітизму та шукають власні життєві шляхи.
Саня бачить своє покликання у просвіті, служінні народові. Вона зацікавлена розмовами Віктора Комашка, шкільного вчителя. Він палкий прихильник української ідеї та під його впливом Саня поступово відходить від космополітизму.
Комашко й Саня одружуються та планують їхати у Санкт-Петербург задля навчання Сані на університетських курсах. Але Комашка звільняють з гімназії, а в будинку проводять обшук та вилучають українські книги. Його відправляють у заслання до Архангельської губернії, звідки він повертається через чотири роки. За цей час Саня закінчує курси та, вірна ідеям просвітництва, деякий час працює вчителем в жіночій школі, після чого відкриває власну приватну школу.
Своєю чергою, Надя знайомиться з Аристидом Селабросом, працівником одного з кишинівських банків. Бажаючи справити враження, він розповідає їй про свої, нібито високі, ідеали та переконання. Надя вірить і закохується в нього. Проте згодом вона стає свідком його флірту з іншою жінкою та дізнається про прагнення Селаброса до багатства.  В неї трапляється нервовий зрив, після чого вона іде працювати у народну школу, звідки її незабаром звільняють. Тривалий час про неї немає жодної звістки, а коли Надя повертається, то пояснює  матері, що працювала для людей. Виснажена та хвора, вона невдовзі помирає, згадуючи свою любов до Селаброса.

## Сприйняття
Висвітленими темами, роман «Над Чорним морем» сприяв подальшому розвитку української літератури. Як зазначила у своїй статті Ярослава Вільна, доктор філологічних наук, професор Київського національного університету імені Тараса Шевченка, «вага повісті „Над Чорним морем“…у контексті доробку письменника й загалом української літератури 80-х рр. ХІХ ст. є незаперечною, тому що  І. Нечуй-Левицький, торкаючись теми інтелігенції, продовжив розмову про надчасові та вкрай важливі проблеми українського духовного життя».
Леся Українка так відгукувалась про твір у своєму листі до М. П. Драгоманова в 1891 р.: «Принаймні я не знаю ні одної розумної людини в Нечуєвих романах, якби вірити йому, то вся Україна здалась би дурною. У нас тільки сміються з того «Чорного моря», а прочитавши його, можна тільки подумати, чи не час би вже Нечуєві залишити писати романи, бо вже як такі романи писати, то краще пір’я дерти. А пожалься боже того пера й чорнила! Мені тільки жаль, що наша бідна українська література отак поневіряється через різних Нечуїв, Кониських, Чайченків і т. п. «корифеїв», а то, про мене, хоч би їхніми творами греблі гачено».